# Софіївка (Горностаївська селищна громада)
Софі́ївка — село в Україні, у Горностаївській селищній громаді Каховського району Херсонської області. Населення становить 25 осіб.

## Історія
У лютому 2022 року село тимчасово окуповане російськими військами під час російсько-української війни.

## Населення
Згідно з переписом УРСР 1989 року чисельність наявного населення села становила 47 осіб, з яких 26 чоловіків та 21 жінка.
За переписом населення України 2001 року в селі мешкало 25 осіб.

### Мова
Розподіл населення за рідною мовою за даними перепису 2001 року:
| Мова       | Відсоток |
| ---------- | -------- |
| українська | 96,00 %  |
| російська  | 4,00 %   |